# کاترین نلسون
کاترین نلسون (انگلیسی: Katherine Nelson; ۱ ژانویهٔ ۱۹۳۰ – ۱۰ اوت ۲۰۱۸) متخصص روان‌شناسی تکوینی، و دانشگاهی اهل ایالات متحده آمریکا بود.